# 切克霍夫变著
切克霍夫变著是國際象棋開局西西里防禦的一種，走法為：
1.e4 c5 2. Nf3 d6 3. d4 cxd4 4. Qxd4